# 4620 Bickley
4620 Bickley este un asteroid din centura principală, descoperit pe 28 iulie 1978.